# Dominus illuminatio mea

Az Oxfordi Egyetemnek a mottót is magába foglaló címere.

A Dominus illuminatio mea az Oxfordi Egyetem mottója, és a 27. zsoltár nyitó szavai, jelentése: Az Úr az én világosságom. Legalább a XVI. század második fele óta ezt használják mottónak, és szerepel az egyetem címerében is.
Ivan Illich egy emlékezetes cikke segíthet Isten említésének jobb megértésében, mi volt ennek a szerepe egy középkori egyetemi címerben, épp abban a pillanatban, mikor a tudósok kezdik az elképzelések helyét átadni a tudományénak.:

"A dolgoknak az Istenhez, a világossághoz fűződő viszonyát meg kell érteni. A XIII. század olyan elképzelésektől szenvedett, melyek szerint a világ Isten kezében van, minden Tőle függ. Ez azt jelenti, hogy minden létező az Ő folyamatos tevékenységének köszönheti létét. Minden élet ennek a teremtő aktusnak volt alárendelve. "

A Dominus illuminatio mea szintén egyike az isztambuli Robert Főiskola két mottójának, és szerepel a főiskola végzett diákjainak szervezetének címerében is. A másik mottó a Veritas.
Ezen felül ez a Kansasban fekvő topekai Cair Paravel-Latin School magán, főiskolai előkészítő intézménynek is. Mindezen felül ez még a birminghami Hallfield Independent School jelmondata is.

## Fordítás
- Ez a szócikk részben vagy egészben  a   Dominus illuminatio mea című angol Wikipédia-szócikk ezen változatának fordításán alapul.  Az eredeti cikk szerkesztőit annak laptörténete sorolja fel. Ez a jelzés csupán a megfogalmazás eredetét és a szerzői jogokat jelzi, nem szolgál a cikkben szereplő információk forrásmegjelöléseként.